# 奧佩羅 (阿肯色州)
奧佩洛（英語：Oppelo）是一個位於美國阿肯色州康韋縣的城市。

## 地理
奧佩洛的座標為35°06′09″N 92°46′06″W / 35.10250°N 92.76833°W，而該地的平均海拔高度為103米（即338英尺）。

## 人口
根據2020年美國人口普查的數據，奧佩洛的面積為6.43平方千米，當中陸地面積為6.30平方千米，而水域面積為0.13平方千米。當地共有人口737人，而人口密度為每平方千米114人。